# Ophichthus erabo
Ophichthus erabo är en fiskart som först beskrevs av Jordan och Snyder, 1901.  Ophichthus erabo ingår i släktet Ophichthus och familjen Ophichthidae. Inga underarter finns listade i Catalogue of Life.